# Молочки (Гомельская область)
Молочки (бел. Малочкі) — упразднённая деревня в Хойникском районе Гомельской области Беларуси. Входил в состав Стреличевского сельсовета.
В связи с радиационным загрязнением после катастрофы на Чернобыльской АЭС жители (49 семей) переселены в чистые места.

## География

### Расположение
В 47 км на юг от районного центра и железнодорожной станции Хойники (на ветке Василевичи — Хойники от линии Гомель — Калинковичи), в 150 км от Гомеля.

### Гидрография
На юге мелиоративные каналы, соединённые с рекой Припять (приток реки Днепр).

## Транспортная сеть
Транспортные связи по просёлочной, затем автомобильной дороге Довляды — Хойники. Планировка состоит из прямолинейной, почти меридиональной ориентации улицы, застроенной двусторонне деревянными домами усадебного типа.

## История
Согласно письменным источникам известна с XVIII века, когда деревня принадлежала Овручскому католическому аббатству. В 1786 году поблизости, в болоте, найдена передняя часть большого речного корабля, окованного железом. Размер металлической части достигал 13 аршин (вывезена в Овручский монастырь). Эта находка свидетельствует о существовании здесь определённых торговых связях региона.
После 2-го раздела Речи Посполитой (1793 год) в составе Российской империи. В 1850 году собственность казны, в Дерновичской волости Речицкого уезда Минской губернии. Западная экспедиция под руководством И. И. Жилинского проводила около деревни в 1894 году мелиоративные работы. Согласно переписи 1897 года действовал хлебозапасный магазин.
С 8 декабря 1926 года до 30 декабря 1927 года центр Молочковского сельсовета Комаринского района Речицкого с 9 июня 1927 года Гомельского округов. В 1920-х годах открыта начальная школа. В 1929 году организован колхоз. Во время Великой Отечественной войны в мае 1943 года оккупанты полностью сожгли деревню и убили 9 жителей. 43 жителя погибли на фронтах Великой Отечественной войны. Согласно переписи 1959 года входила в состав колхоза «1 Мая» (центр — деревня Борщевка).

## Население

### Численность
- 2004 год — жителей нет.

### Динамика
- 1795 год — 20 дворов.
- 1850 год — 178 жителей.
- 1897 год — 46 дворов, 288 жителей (согласно переписи).
- 1908 год — 62 двора, 445 жителей.
- 1940 год — 70 дворов.
- 1959 год — 278 жителей (согласно переписи).
- 2004 год — жителей нет.